# Magyar néptánc

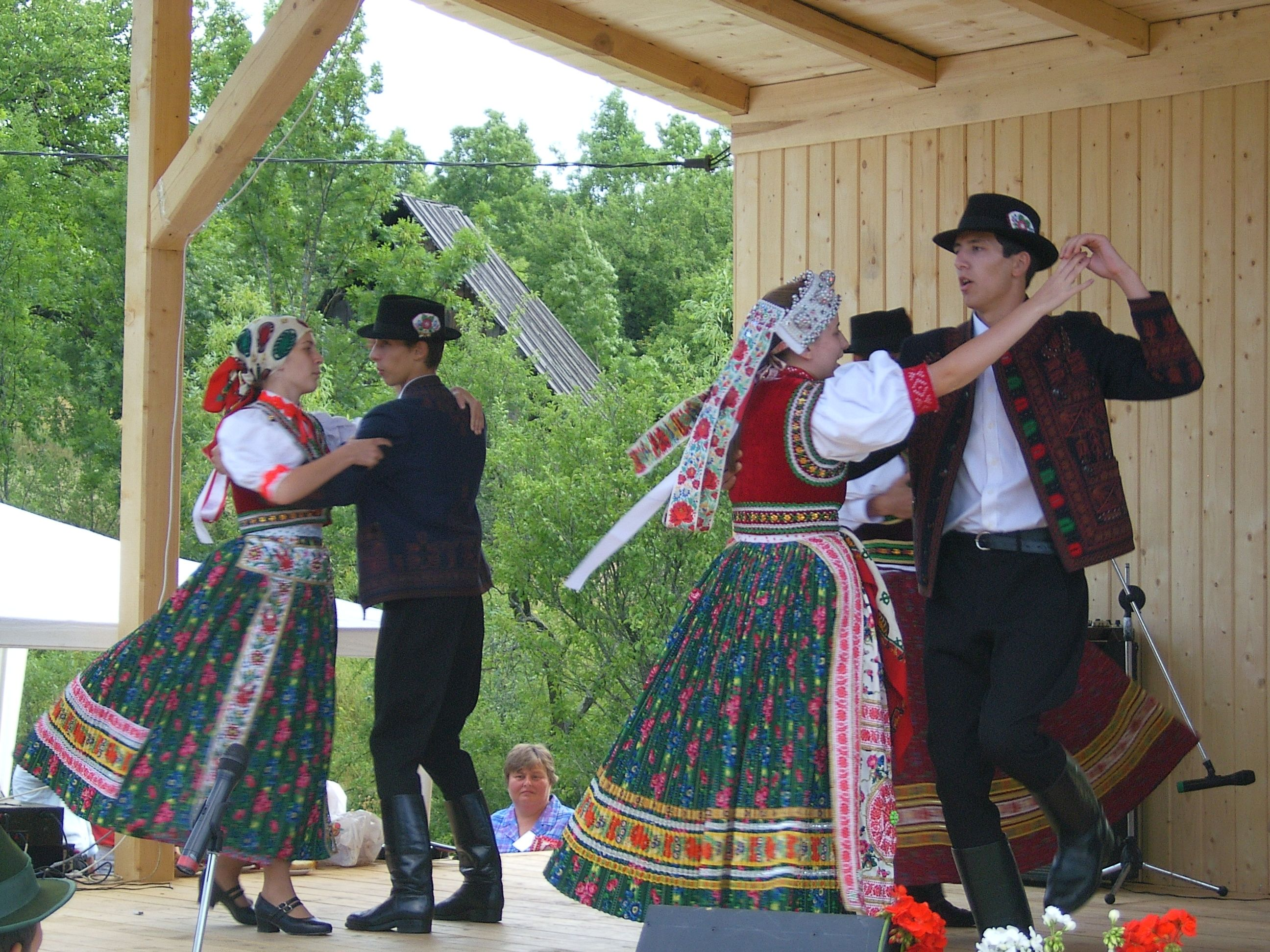
Kalotaszegi néptánc

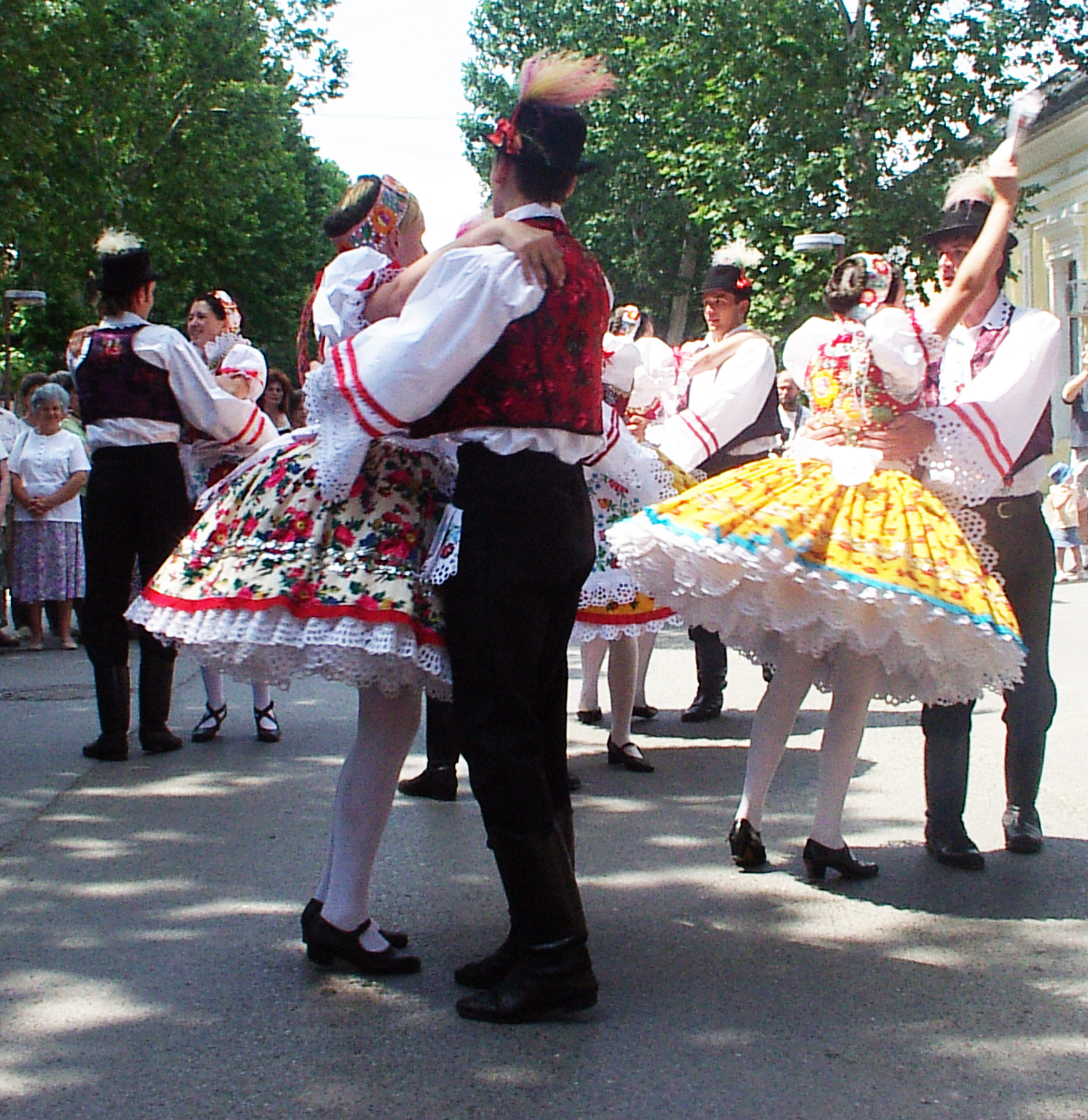
Csárdás a Vajdaságban

A magyar néptánc a magyar népművészet egyik ága, ének- vagy hangszerkísérettel előadott ritmikus mozdulatsor. Eredeti kultikus szerepén kívül lehet játékos, jelképes vagy szórakoztató jellegű.

## A magyar néptánc története

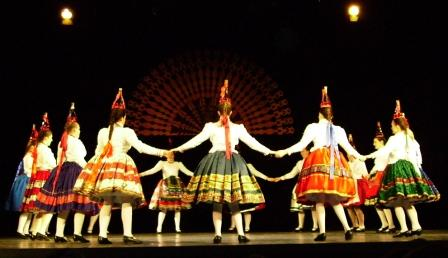
Üveges tánc

Európa és ezen belül Magyarország legkorábbi néptáncai a középkorban kialakult körtáncok voltak. A magyar néptánc szabályozott egyéni és páros formái a 17. és 19. század között keletkeztek. A tánctípusok közül a botoló, a legényes és a karikázó a régebbi, míg például a csárdás és a verbunkos az újabb táncstílust képviseli.
A magyar néptánc legkorábbi időszakára a szent helyeken való táncolás volt a jellemző, melynek bizonyítékául olyan zsinati határozatok szolgálnak, melyek a templom és temetőkerti táncolást, illetve a különböző szertartások alatti vigadozást tiltották. Ezek szinte pogány rítusoknak számítottak, melyek során a gyakran maszkot viselőket még a "démonok is megszállták".
A középkorból ránk maradt forrásanyagok már a körtáncok és füzértáncok fontosságát hangsúlyozzák, melyet sövény-, illetve baráttáncként is emlegetnek. A 17. század folyamán a körtáncok a fejedelmi udvarokban, a nemesi társadalomban, a polgárság és a parasztság körében egyaránt elterjedtek voltak. A ma már csak karikázóként ismert - egyneműek által táncolt, énekszóval kísért - tánctípus őrzi leginkább a körtáncok emlékét.
Ugyancsak a középkor táncvilágához kell sorolnunk a halottas táncot, melynek a Dél-Dunántúlon élő változata az úgynevezett „Bene Vendel” volt, és célja a halál komor hangulatának felidézése és megőrzése. A korai tánctörténeti periódusba tartoznak még: temetésen és halotti toron eljárt táncok.
A 16. és 17. századtól beszélhetünk a hajdútánc létezéséről, amelyről néhány beszámoló, mint juhásztáncról tesz említést. Amellett, hogy katonai funkciókkal is bírt (győzelmi tánc, csata hevében kihívásként járták), párbajszerű küzdelemként, illetve bemutatóként jellemzik a korabeli források. Ide sorolhatóak még a huszár-, illetve fegyvertáncok.
A század folyamán jelent meg a páros táncok új dimenzióját jelentő zárt összefogódzású páros tánc (forgós és forgatós táncok), melyet még "tapogatós táncnak " is neveztek az erősen vallásos írók. A 17. század során indult hódító útjára Európában a lengyel táncok közé tartozó polonaise és mazurka. Az Európa más országaiban divatos társasági táncok magyar változatai is hamarosan megjelentek, így az egeres, süveges, valamint lapockás táncok.
A 18-19. századi képi ábrázolások, már a fegyverrel táncoló csalogatós párost örökítik meg, melynek emlékét a páros botolók őrzik. Szintén a korszakra jellemző, az ugrós páros táncok kialakulása, valamint az úgynevezett pásztortánc megjelenése. Szintén a korszak szülöttei közé tartoznak a verbunk, csárdás, legényes.

## Fajtái (néprajzi tájegységek szerint)

### Nyugati vagy dunai táncdialektus[3]
- Északnyugati táncdialektus

- Csallóköz és Szigetköz

A rábaközi hagyománnyal ellentétben Csallóköz táncéletében a közelmúltig egymás mellett élt a verbunk szólóban és csoportosan járt formája. A táncok és tánczenei darabok személynevekre utaló megjelölése (Bertóké) a XVII. századi történeti gyakorlatot őrzi, a verbunk lassú és gyors dallamának visszatérő szerkezetével, az egymást váltó szabályozott és szabályozatlan táncrészekkel pedig a már Czuczor Gergely által is megörökített képet idézi elénk. A csárdás korábbi hagyományt továbbéltető vonásaként viszont a lassú részt kísérő dudanótára hívhatjuk fel a figyelmet.
- Rábaköz

A dunántúli ugrós fejlett típusát képviselő rábaközi dust szóló és páros változatai mellett csoportosan is járták, mégpedig a körverbunk bemutatásának különböző színtereit (kocsma, templom előtti tér, lányos házak) összekötő vonuló táncként. A vidék reprezentatív, a legényszervezetek által megőrzött tánctípusa, a körverbunk az avató táncok, valamint a látványos táncos toborzás jegyeit őrzi.
- Nyugat- és Közép-Dunántúl (Veszprém-Zala-Vas)

A kanásztánc mellett ügyességi táncaink másik elterjedt típusa az eszköz láb alatti át-dugdosásával jellemezhető söprűtánc. Phallikus változata a termékenységi rítusra utaló lakodalmi tánc emlékét idézi. A pásztor körtánc egyik jelentős dokumentuma viszont a karácsonyi köszöntőként játszott „Csordapásztorok...” kezdetű egyházi népénekhez kapcsolódó, dudanótára járt forma. A juhait kereső pásztor táncának Vas vármegyei változatáról pedig a mulató nótaként játszott dallam ad hírt.
- Dél-Dunántúl (Somogy-Baranya)

A magyar tánckultúra alaprétegét, archaikus vonásait a legszembeötlőbben Somogy tánchagyománya őrzi. Erről ad meggyőző képet a táncéletben uralkodó szerepet játszó és a tánctípusok sorát magába foglaló, egységes kanásztánc-ugrós stílus. A magyar fegyvertánc-pásztortánc tradíció egyik jellemző képviselője a kanásztánc, melynek a keresztbe fektetett eszközök körül és felett járt ügyességi formulái a középkorig követhetők nyomon.
- Kelet-Dunántúl (Sárköz, Dunamente, Bácska-Szlavónia, Kalocsa vidéke, Kiskunság)

### Középső vagy tiszai táncdialektus
- Felső-Tisza vidéke

Az új táncstílus elemi erejű térhódításáról ad meggyőző képet e vidék táncélete, mely alapján méltán jellemezhetjük paraszti tánckultúránk utolsó nagy korszakát. A verbunkot, lassú és friss csárdást magába foglaló, gazdag motívumkincsű, kis szvitforma stiláris egysége híven tükrözi a korábbi hagyományt felváltó, tánc és zene lüktetésében, a motívum és soralkotásban egyaránt érvényesülő augmentálódást. A Felső-Tisza vidékre jellemző új táncstílusban következetesen érvényesülnek tehát a megváltozott táncos ízlés esztétikai normái, melyek a korábbi történeti réteggel szemben az oldottabb formálásban, a nagyobb ívű és rapszodikusabb komponálásban öltenek testet. Ez a verbunk és csárdás őrzi egyúttal a nemzeti romantika táncstílusának jellemző vonásait. Erről tanúskodik a párosan is járt magyar verbunk és a csárdás reformkori jegyeket őrző karaktere.
Az egész tánckultúrát döntően meghatározó új stílus szerepét érzékelteti a fegyvertánc-hagyományban gyökerező pásztor botolók egyes változatait is asszimiláló hatása. A korábbi hagyomány továbbélését dokumentálja viszont a gyermekdalszerű énekekre és dudanótákra járt párválasztó körjáték, a hajlikázás. Ugyancsak a régi stílus jelenlétéről tájékoztat a kondástáncként járt botoló és az e vidéken is oláhosként élő ugrós.
- Északkeleti Felvidék

- Keleti palócok és matyók

Az északkeleti körtánc gyermekjátékszerű dallamokra járt, böjti falukerüléssel párosuló típusát a tardonai példánk, a csárdásból és futóból álló típust pedig a domaházi változat képviseli. A magyar tánchagyományban egyedülálló bodnártánca német céhes hagyományt meghonosító észak-magyarországi német telepesek közvetítésével kerülhetett Erdőbényére. A ma már bemutató jellegű tánctípus a középkortól ismert nyugat-európai lánc-kardtáncok változata, melyek egykor avató funkciót töltöttek be a céhek életében.
A verbunk és csárdás e dialektus területén is a Felső-Tisza vidékre jellemző stiláris egységről ad képet egyszerűbb megjelenésben. Erre a kapcsolatra utal a hangszeres verbunk dallam és a csárdások kísérő zenéje is.
- Nagykunság, Jászság

- Dél-Alföld, az Alsó-Tisza vidéke

A tiszai dialektus déli részére az ugrós — oláhos néven élő, sűrűn szerkesztett, tapsos-csapásolókban gazdag — virtuóz formája, valamint a vonulós táncként járt, újabb keletű mars egyaránt jellemző. A csárdás félfordulós, mártogatós karakterével pedig a tánctípus alföldi sajátosságai mellett a nyugati dialektusra utaló reminiszcenciákat is őriz. A tánckísérő hangszerek és együttesek sokrétűsége, a tekerő, citera, köcsögduda, a tambura- és fúvószenekarok egymás mellett élése egyúttal a táncéletben lezajlott változás egyes fázisairól is tanúskodik.

### Keleti vagy erdélyi táncdialektus[4]
- Kalotaszegi néptáncok

A legényes legfejlettebb formáját őrző dialektus korábbi táncéletében a ma már elsősorban bemutató jelleggel járt férfitánc nyitotta a táncrendet. A tömören szerkesztett, kezdő és záró motívumokkal határolt egységekből felépülő férfitáncot a leányok kis körökben járt karikázója kísérte. A virtuóz férfitánccal ellentétben a csárdás egyszerűbb, kiforgatásokkal tarkított változatban él, a verbunk dallamok pedig a lakodalmi vonuló tánc és a lassú csárdás kíséretéül szolgáltak.
- Mezőségi néptáncok

Tánckultúránk organikus fejlődését és egyik jelentős történeti periódusát dokumentálja az erdélyi Mezőség művészi élményként is magával ragadó tánc- és tánczenei hagyománya. A magyar néptánc alaprétegét képviselő kanásztánc-ugrós stílus kiteljesedett formáját ismerhetjük fel e vidék férfitáncában, a legényesben, népzenénk régi rétege pedig gazdagon áradó, hangszeres változatokban él a tánczenében.
- Maros-Küküllő vidéki és Marosszéki néptáncok

A Mezőség déli részének sajátos arculatú tánchagyományában is táncpárt alkotott a kétféle legényes regionális változata, a ritka és sűrű pontozó. Ezt követte a táncrendben a lassú vagy öreges csárdás, a forgató karakterű féloláhos, a nővel járt páros verbunk és a friss szökő. Az Erdélyben ritka leány körtánc aszimmetrikus motívumból és forgásból álló változata él e dialektus területén.
- Székelyföldi néptáncok

A magyar népterület központi részén lezajlott erőteljes stílusváltást Erdélyben a székelység tánckultúrája tükrözi a legszembetűnőbben. Ennek ellenére a verbunkon ma is átütnek a régi stílusú férfitánc jegyei, s a táncrendben egymást követő páros táncok is a korábbi és újabb táncáramlatok hatását őrzik. Így a forgatás mérsékelt és közepes tempójú változatával összefonódva jelenik meg a lassú és friss csárdás.
- Barcaság, hétfalusi csángók néptáncai

- Gyimesi csángók néptáncai

A középkori vonulós és a reneszánsz forgós páros jegyeit őrző kettős, a lánctánc tradíciót képviselő héjszák, a régi stílusú férfitánc, a féloláhos, valamint az ütőgardonból és hegedűből álló hangszeregyüttes a gyimesi tánckultúra archaikus vonásairól ad képet. Az újabb táncáramlatok korai sajátosságai pedig a verbunkban és magyarosban jelennek meg.
- Bukovinai székelység néptánca

A székelységből két évszázada kiszakadt bukovinai magyarság tánchagyományunk régi rétegét képviselő férfi szóló és párostáncként a silladrit őrizte meg táncéletében, az új stílus bizonyos fokú térhódítását pedig a csárdás egyszerű formája dokumentálja.
- Moldvai csángók néptánca

A középkor óta több kivándorlási hullámmal gyarapodó moldvai csángók a magyar nyelv és kultúra archaikus vonásai mellett tánchagyományukban a regionális román tánckincs régies formáit és az erdélyi tradíció Moldvában is megtalálható elemeit őrzik. A vidék tánczenei gyakorlatához hasonlóan a furulya és koboz a csángók táncot kísérő hangszere.

## A magyar néptánc ma

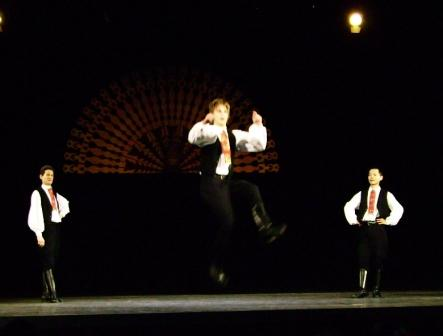
Legények tánca

Györffy István: „…a néptánc az utolsó óráit éli. A mai fiatal nemzedéket a nemzetközi tánc teljesen megfertőzte.”
Az idézett szöveg 1939-ből származik. Ma már sokan gondolhatják úgy, hogy Györffy Istvánnak nincsen teljesen igaza. Ugyanis a mai szülők fontosnak tartják, hogy gyermekeik megismerkedjenek saját nemzeti és kulturális hagyományaikkal a néptánc segítségével, illetve azon keresztül. Bár kezdetben sok gyermek csupán a szülői unszolásnak igyekszik eleget tenni, a későbbiekben mégis önszántukból, a társaság miatt, a tánc iránti szeretetükből fakadóan folytatják a gyakorlást.
A fiatalok sok élménnyel gazdagodhatnak a tánccal kapcsolatban; népdalokat, régi szokásokat, mesterségeket, helyeket és embereket ismerhetnek meg. A magyar néptánc gyakorlása, vagy csupán annak szeretete, mindenképpen egy speciális közösség tagjává emeli az embert. A táncosok kezdetben motívumokkal ismerkednek, majd ezek kapcsolódási rendjét sajátítják el az adott táncnyelv szerkezetének megfelelően. Az effajta tudás teszi lehetővé, hogy az a táncos, aki igencsak „jól beszéli” a tánc nyelvét, képes legyen közvetíteni ilyen formában a mondanivalóját; „beszélni a táncával”. Talán ez a legfontosabb dolog, amelyet egy igazi táncosnak el kell sajátítania.
A tánccal, a mozgással való beszéd, illetve önkifejezés lehetővé teszi azt (amit a falvakban és városi közösségekben már régen felfedeztek), hogy a puszta üzleti-, vagy munkakapcsolatok háttérbe szorításával előtérbe kerüljenek az emberi, baráti viszonyok.
A modern magyar társadalom életében kitűnő lehetőséget nyújt az effajta kapcsolatteremtésre, az az országos táncház-mozgalom, mely elsősorban nemzeti értékeink megőrzésére és újjáélesztésre szerveződött.

## Táncházak
A magyarországi néptáncegyüttesek mindenképpen fontosnak tartják az olyan kezdeményezéseket, mint a táncházak. Olyan országos mozgalomról van szó, mely során a különböző táncegyesületek maguk köré gyűjtik a magyar néptánc és népzene kedvelőit, és lehetőséget biztosítanak számukra annak gyakorlására, illetve az az által való kikapcsolódásra, mintegy szabadidős tevékenységként. Ráadásul egy-egy ilyen alkalom során a táncegyüttesek közösségei is megismerhetik egymást.
A résztvevők ilyenkor egy családi közösségben érezhetik magukat (amatőrök és profik is egyaránt tanulhatnak újat egymástól) melynek elsődleges célja maga a szórakozás. A néptánc mellett énekléssel, irodalommal foglalkozhatnak a jelenlévők, illetve egyéb művészetek képviselőivel is találkozhatnak.
A táncházak eredetének vizsgálatakor, egészen a második világháború utáni évekig kell visszamennünk. A korabeli fiatalság - látván a falvak tradicionális életének elsorvadását a kialakult politikai és gazdasági viszonyok között - szívügyének tekintette a magyar népzene és tánckultúra megőrzését, felkutatását (amennyiben az „határon kívül rekedt”). A rendelkezésre álló táncanyag, valamint a pedagógiai módszerek pedig lehetővé tették, hogy a magyar néptánc „reneszánszát élje”.

## A magyar néptánc, mint előadóművészet

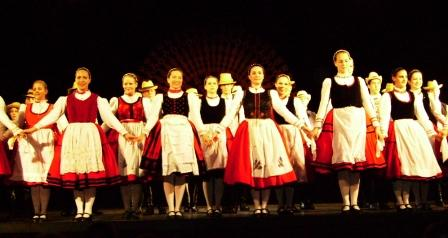
A fellépés véget ér

A gyakorlással és fellépésekkel eltöltött évek, illetve évtizedek, nemcsak a tánclépések és koreográfiák elsajátításával gazdagítja az embert. A fegyelem, a zene és a tánc iránti elkötelezettség, a közösség és a társaság szeretete szinte kivétel nélkül jellemző minden táncosra.
Egy-egy táncfajta megismerése nem merül ki csupán a mozdulatok megtanulásában. Fontos a helyi hagyományokkal való ismerkedés, akár tényleges kutatás formájában. Érdemes térképen felkutatni az aktuális tájegységet, illusztrációkat, énekfelvételeket használni, megismerni az adott területre jellemző népviseletet.
Gyerekek esetében a különböző népi játékokkal való megismerkedés is fontos. Ezek az eljárások, illetve az akár szülőktől, nagyszülőktől hallott mesék, énekek, balladák mind segítenek abban, hogy a jelen fiatal nemzedéke megismerhesse, majd a későbbiekben továbbadhassa saját nemzeti kultúrájának kincseit.
Amikor lemegy a függöny, a profi táncos még nem mozdul. Csak áll fegyelmezetten. Rettentő fáradt, több hét munkájának gyümölcsét habzsolja épp a „túloldalon” a közönség. Aztán a függöny megint szétnyílik, a vezényszóra még egyszer meghajol, megszorítja a mellette álló kezét, majd lemegy a színpadról. Persze akkor már fut, nevet, boldog, mindjárt elalszik, kapkodja le az alsószoknyákat. Ez egy életforma.
A magyar néptánccal való foglalkozás segít megismerni saját kultúránkat, és hozzájárul nemzeti identitásunk kialakításához. Egy-egy jól sikerült fellépés nem csak a közönségnek, de maguknak a táncosoknak is hatalmas élményt jelent.
Abban, hogy a magyar kultúra ezen ága továbbra is megmaradjon, éppúgy az idősebb korosztálynak, mint a fiatalabb generációnak is nagy szerepe van.
Előbbi a tanításban, és az értékek átadásában, utóbbi a tanulásban és az értékek megőrzésében kell, hogy helytálljon.

## Együttesek

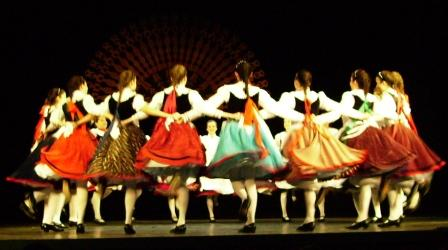
Karikázó

### Magyar Állami Népi Együttes
A Magyar Állami Népi Együttes alapításának éve 1951.
A társulat jelenlegi művészeti vezetője Mihályi Gábor. Az ő nevéhez fűződnek többek között az olyan egész estét betöltő műsorok, mint a "Naplegenda" (2000); a "Verbunkos" (2003); és a "Földön apám fia volnék" (2004), melyek nemcsak itthon, de külföldön is hatalmas sikernek örvendenek.
Az együttes a magyar nyelvterület néptáncának, valamint népzenéjének gyűjtését, életben tartását és annak színpadi formában való továbbadását tartja feladatának.

### Csillagszemű Gyermektáncegyüttes
A Csillagszemű Gyermektáncegyüttes 2007-ben ünnepelte megalakulásának 15. évfordulóját. 1993-tól beszélhetünk az együttes létezéséről, amikor is Timár Sándor, koreográfus és művészeti igazgató és felesége Timár Böske vezető tanár, megalapították az első, akkor még kisebb létszámmal induló csoportot. Az évek során a hatalmasra duzzadt azoknak a kisgyermekeknek (3 éves kortól lehet jelentkezni) és fiatal táncolni vágyóknak a száma, akik csatlakoztak az együtteshez.
Timár Sándor, aki 1980 és 1996 között a Magyar Állami Népi Együttes koreográfusa volt, 1999-ben jelentette meg Néptáncnyelven című könyvét, melyben kifejtette az úgynevezett "Timár-módszer" alapelveit. A Csillagszemű Gyermektáncegyüttes számos külföldi vendégszereplésen képviseli a magyar kulturális hagyományokat.
Mára az együttes ismertebb neve Csillagszemű Táncegyüttes lett.

### Regös Táncegyüttes
A Regös Táncegyüttes 2000-ben alakult a Nádorvárosi Népművészeti Egyesület csoportjaként.
Színvonalasan szerepelt számos magyarországi és nemzetközi fesztiválon. Repertoárjukon szerepelnek magyarországi és erdélyi magyar, román és cigány táncok.
Az egyesületben négy gyerekcsoport tanul táncolni: Rege, Borica, Kisborica és a Köcöle. Ők a Regös közvetlen utánpótlása.

### Kisalföld Táncegyüttes
A Kisalföld Táncegyüttes méltán népszerű képviselője Győr-Moson-Sopron vármegye kulturális életének. A Ruppert László vezette amatőr néptánccsoport, mely 1967-et jelöli meg alakulásának éveként, nemcsak a magyarországi, de más országokbeli történelmi táncok közül közül is bátran válogat, amikor az együttes repertoárjának összeállítására kerül a sor. (Ezeket 2002 óta Fresco Ballo Táncegyüttes néven adják elő.)
A tánccsoport nagy sikerrel képviselte már Magyarországot többek között Franciaországban, Spanyolországban, Romániában és Törökországban is.

### Ürmös Néptáncegyüttes
Sopronban az Erdészeti és Faipari Egyetem és az Óvónőképző Intézet hallgatói alapították 1983-ban. Sikerrel szerepeltek a Ki mit tud-on, ez országosan ismertté tette az együttest. Művészeti vezetője több mint tíz évig Varga János "Boxos" volt, koreográfusként közreműködött Sára Ferenc. Története első felében a gyimesi csángók táncai meghatározóak voltak repertoárjukban. A rendszerváltást követően többször szünetelt a tevékenysége, de az egyetemi hallgatók mindannyiszor újjáalakították.

### Pendelyes Néptáncegyüttes
A Soproni Pendelyes Néptáncegyüttes 1991-ben alakult Sipos Ferenc vezetésével, 6-14 éves gyerekekből. 1995-ben az egyesületi formát választotta a további működéshez. 1996-tól a nemzeti kisebbekkel külön próbákon foglalkoznak, az életkoruknak megfelelő táncokkal. 1993-ban szervezték meg a Soproni Gyermek Néptánc Fesztivált. A város rendezvényein, utcai felvonulásokon, gálaműsorokon és táncházakban szerepelnek. Minden évben megszerveznek egy egyhetes néprajzi tábort, ahol a gyermekek a következő évre felkészülve, egy tájegység számukra eddig még ismeretlen táncaival ismerkedhetnek meg. Ez az anyag épül be a következő év munkarendjébe. A Tánccsoport külföldön is bemutatja tudását.
Kiskacus Néptáncegyüttes
Ecséden alakult 2012-ben Maksáné Nagy Katalin vezetésével, 12-17 gyerekekből. Ecsédi, Rábaközi, Somogyi, Bökönyi, Kalocsai táncokkal foglalkoznak. 2018 nyarán a Szederinda Fesztiválon elnyerték a Nívódíjat, ezen belül Viseletdíjasok és Fesztiváldíjasok. Balatonboglári Fesztiválon szép eredménnyel végeztek, majd Lengyelországban fesztiváloztak mint 5 napig. 

### Szanyi Hagyományőrző Néptánc Együttes
A Szanyban 1931. óta működő Bokréta Hagyományőrző Néptánc Együttes repertoárját elsősorban a rábaközi község táncai alkotják, amelyet több generáció együtt kelt életre a színpadon. Ilyen a dus, mely a Rábaköz egyik legvirtuózabb, szolisztikus tánca. A verbunk, mely a Nyugat-Dunántúl legkötöttebb, legarchaikusabb táncdialektusát őrzi. A csárdás, melynek már több helyütt csak nagyon szegényes változatai élnek. A paraszti élet táncai közül a sortánc, mely a népi kultúra és arra visszaható polgári kultúra bizonyítéka. Eszközös táncaik közül a leglátványosabb a "söprűtánc" és a lányok köcsögös tánca. Ezek a táncok újabb és újabb feldolgozásban is az eredetiség élményét nyújtják.

### Ördögtérgye Néptáncegyüttes (Kolozsvár)
A tánccsoport vezetői Both József és Both Zsuzsa, a " Népművészet Ifjú Mestere" díjjal kitüntetett táncosok. A hazai és külföldi fellépések mellett a szórványban élő magyarsághoz is elvisszük a táncot, igyekszünk értékként felmutatni számukra saját hagyományait. Tánc-összeállításaink lefedik Erdély nyugat-keleti átjáróját, Méhkerék, Kalotaszeg, Mezőség, Marosszék. Küküllőmente, valamint Felcsík és Gyimes tánckultúráját is színpadra állítottuk. Az Ördögtérgye azonban nem csak a közönségnek táncol és énekel. A népi kultúrát táncosaink immár sajátjukként, természetes szórakozás-formaként élik meg, mintául véve a falusi idős emberek öntudatlanul is értékteremtő, -őrző életmódját. Az Ördögtérgye Néptáncegyüttesnek nem célja versenytáncosokat nevelni, a megmérettetést nem ezen a téren keresi. Sokkal inkább örül a hazai, apró, de hagyományőrző falvakban elért sikereknek. Keres minden olyan lehetőséget, amikor kosaras bál, juhmérés utáni mulatság, szüreti bál vagy más olyan alkalom van, amelyen a hagyományaikat még ápoló falusi emberekkel is lehetőség nyílik mulatni. Tagjai Kolozsváron tanuló magyar diákok, egyetemisták, így elég gyakran fordul elő, hogy a tánccsoport tagjai szinte teljesen kicserélődnek. Gyakran újjászületik, de igyekszik mindvégig megtartani azt a derűt és életfelfogást, ami elődeinkre annyira jellemző volt.

### Ördöngös Táncegyüttes (Lengyeltóti)[10]
Az együttes vezetője Tóth Tibor János, az Ördöngös Alapítvány (1992 óta) pedig Mikliánné Kollarics Tünde vezetésével folyik. Jelenleg 30 fő gyermek és ifjú korú táncossal működik az együttes, azonban a tevékenységek által közvetetten 120-150 fő érintett, továbbá a település, illetve a szomszédos és a kistérség településeinek lakossága. Az együttes tagjai között több középiskolás is van. Nagy büszkeség számunkra, hogy a továbbtanuló diákok, szinte valamennyien, más iskolába kerülésük után is folytatják az együttesi munkát. Számos tanulónk van, akik még felnőtt korukra sem hagyták abba a táncot, a Táncművészeti Főiskolán is van hallgatónk, valamint neves együttesekben.

### Dobbantó Néptáncegyüttes(Szegvár)
A Dobbantó Néptáncegyüttesnek mintegy 150 fő tagja van öt csoportban, a hatévestől a felnőtt korosztályig. Jelenlegi vezetőik Magyar Imre és Magyar Imréné. Gyermek- és felnőtt korosztályú csoportjaival állandó résztvevői a rangos hazai néptáncfesztiváloknak, valamint Európa számos országában szerepelt nemzetközi folklór fesztiválon nagy sikerrel. A községben 1964 óta folyamatosan működnek tánccsoportok azzal a céllal, hogy a magyar néptáncot eredetiségében mutassa meg, a magyarság kultúráját, hagyományait továbbadja nemzedékeken keresztül.
Csoportjai zenei kíséretét a kecskeméti Hírös népzenei együttes biztosítja.
Az együttest fenntartó Alapfokú Művészeti Iskolát 2007-08-ban a szakmai testület KIVÁLÓ-ra minősítette. Táncaik alapja az autentikus folklór, műsoraikban Magyarország, Erdély és a Felvidék néptánckincse jelenik meg. Az együttes célja a magyar kultúra, a néphagyomány és az autentikus magyar néptánc anyanyelvi szintű ismerete, átörökítése, olyan egymást segítő és megértő közösségek kialakításával, melyek a színpadi tánckultúrát magas színvonalon képviselik, ahol a színpadra feldolgozott táncok az eredeti tánczene, dal és viselet anyagának felhasználásával tájegységekre, némely esetben településekre lebontottan jelenjen meg.
Célja a magyar paraszti tánc és zenei folklór még élő hagyományainak felkutatása, ápolása, feldolgozása. Ezt a fontos nemzeti értéket igyekszenek minél alaposabban elsajátítani és színpadra állítani. A tánc, a zene mellett a régi szokások és viseletek megismerésére, felelevenítésére is törekednek.

### Háncs Néptánccsoport(Hegyfalu)
A Háncs Néptánccsoport 1998-ban alakult Hegyfalun, az akkor még Széchenyi István Általános Iskola keretein belül, de ma már a táncosok közül alig akad általános iskolás. A név jelentése: Hegyfalui Általános Iskola Néptánc Csoportja. A csapatnak jelenleg közel 20 aktív tagja van. Falunapokon, szülinapokon, ünnepségeken szoktak fellépni a megyén belül.

### Vadvirágok Néptánccsoport (Csíkcsicsó, Hargita megye, Erdély)
A Vadvirágok Néptánccsoport 1994-től működik folyamatosan a csíkcsicsói önkormányzat támogatásával. Az eltelt időszakban a csoport számos megyei rendezvényen és külföldi vendégszereplésen vett részt szép sikerrel.
Jelentős mozzanat a csoport életében a farsangi népszokások, szüreti bálok, mulatságok szervezése életben tartása

### Budapesti néptáncegyüttesek
- Kincső Néptáncegyüttes

1980-ban alakult Budapesten egy békásmegyeri általános iskola tornatermében. Székhelyük ma is a Medgyessy Ferenc nevét viselő iskolában található, ahol emblémájuk hívja fel figyelmünket külön próbatermükre. Céljuk: néptánckincsünk elsajátításával és színpadra állításával, mind szélesebb körrel megismertetni és megszerettetni a Kárpát-medencei magyarság hagyományos tánckultúráját. Az együttes vezetője Turcsánné Horváth Annamária, oktatók Csiki Gergely, Vattai Barbara, valamint Galát Péter, a Magyar Állami Népi Együttes táncosa. Jelenleg az Aelia Sabina Zene-, Képző- és Táncművészeti iskola kihelyezett tánctagozataként tanítják a néptáncokat és népi dalokat. A legfiatalabbak hatévesen kezdik a Babszemben, onnan vezet az út az Apró-, Kis- és Ifjúkincsőn keresztül a felnőtt táncosok közé. Eredményeik:
- 1995-ben Kolobrzeg-ben (Lengyelo.) Nemzetközi Fesztiválon Nagydíj és a Sajtó különdíja
- 1998-ban a XXXI. Murciai Nemzetközi Mediterrán Fesztiválon szerepeltek  Archiválva 2014. április 30-i dátummal a Wayback Machine-ben
- 2003-ban „A fővárosban és határainkon túl a magyar néptánc terjesztése érdekében végzett magas színvonalú tevékenysége elismeréséül" Budapestért-díjban részesült.
- 2004 óta rendszeresen előadást tartanak a Hagyományok házában. Év végén karácsonyi műsoruk tekinthető meg.
- 2006-ban az együttes mindkét gyermekcsoportja (Kis Kincső, Apró Kincső) bejutott az Örökség Gyermek Népművészeti Egyesület által szervezett régiós, majd országos fesztiválra is.
- 2006-ban a Néptáncosok Országos Bemutató Színpadán Kiváló Minősülést szerzett.
- 2010-ben Ifjúsági és Gyermek Néptánc Antológiai jelölést kapott az együttes.

Külföldi turnék során jártak Görög-, Lengyel-, Német-, illetve Olaszországban. 2010-ben Franciaországi turnéra indulnak az Ifju- és Nagy Kincső táncosai. Repertoár: Táncra tánc Somogyból, Mozgókép, Visai táncok, Kalotaszegi legényes, Szatmári táncok, Táncok Csíkszentdomokosról, Rábaközi búcsú, Imregi táncok, Románc. Elérhetőségek: 1039. Budapest Medgyessy Ferenc u. 2-4.; e-mail: kincso.neptancegyuttes@gmail.com; Tel.: +36-1-2436-704; Mobil: +36-30-683-6156; web oldal: www.kincso.hu
- Bartók Táncegyüttes
- Bihari János Néptáncegyüttes
- Rákospalotai Szilas Néptáncegyüttes

http://www.szilasneptanc.hu/
- Rege Néptáncegyüttes

http://regetanc.hu/ Archiválva 2009. január 24-i dátummal a Wayback Machine-ben
- Corvinus Közgáz Néptáncegyüttes

http://web.uni-corvinus.hu/neptanc/
- ELTE Néptáncegyüttes

- Műegyetemi Néptáncegyüttes (MENTE)
- Törekvés Táncegyüttes Archiválva 2011. július 15-i dátummal a Wayback Machine-ben

### Külföldi magyar néptáncegyesületek
- Orchidea Néptáncegyüttes, Téglás, Kárpátalja, Ukrajna

- Titita Neptancegyuttes, Warrington, Egyesult Kiralysag
- Pannónia Magyar Néptánccsoport, Svájc, Genf
- Tisza Együttes, USA, Washington
- Rezeda Táncegyüttes, Németország, Frankfurt am Main
- Regös Táncegyüttes, Németország, München
- Zrínyi Művészegyüttes es Pántlika Táncegyüttes, Brazília, Sao Paolo
- Tündérkert Táncegyüttes, Uruguay, Montevideo
- Regös Néptáncegyüttes, Argentína, Buenos Aires

Gyöngyösbokréta, Ausztrália, Canberra
- Bíborka néptáncegyüttes, Románia, Marosfelfalu
- Bokréta Tánccsoport, Románia, Brassó
- Ördögtérgye Néptáncegyüttes , Kolozsvár, Románia
- Kisfalusi Tánccsoport, Kelowna, BC, Kanada
- Kodály Együttes http://www.kodaly.ca, Toronto, Ontario, Kanada
- H-UNique Dance - Hungarian Folk Dance Ensemble, London, Egyesült Királyság
- Hungarian Folk Dance Group of London, 1952, Nyugat-London
- Eszterlánc Magyar Népi Együttes 1977 San Francisco Kalifornia USA
- Napraforgók Néptáncegyüttes http://www.napraforgok.at, Ausztria, Bécs
- Ifjú Szívek Táncszínház, Pozsony
- Garam Menti Népi Együttes, 1552,Léva
- Kincső Ifjúsági Néptáncegyüttes, 1995, Zselíz
- Kárpátok Magyar Néptánc Csoport, Los Angeles, Kalifornia, USA Archiválva 2019. január 13-i dátummal a Wayback Machine-ben - A csoportot 1965-ben alapították fiatal magyar emigránsok, a kulturális örökségük megőrzése céljával

Borostyán Néptáncegyüttes, 2005, Dernő

## Tánctanárok
Tánctanárok képzéseit a következő kategóriába sorolhatjuk:
- Középfokú: Szakközépiskolai illetve OKJ-s képzések is indulnak, például a fóti Népművészeti Szakközépiskolában.
- Felsőfokú: A Magyar Táncművészeti Főiskolán 2008-ban felsőfokú alapképzés keretében kétféle képzés indul:
  - Táncművész:
    - klasszikus balett
    - modern tánc
    - néptánc
    - színházi tánc

  - Szakember (táncos és próbavezető szak)
    - klasszikus balett
    - néptánc
    - modern tánc
    - modern társastánc
    - divattánc
    - színházi tánc